# Fuser
fuser — команда Unix, що показує процеси, які використовують даний файл або сокет.

## Синтаксис команди
fuser [-a|-s|-c] [-4|-6] [-n space] [-k [-i] [-signal] ] [-muvf] name .
fuser -l
fuser -V
fuser відображає ідентифікатори процесів (PID), які використовують в цей час вказані файли або файлові системи, задані аргументом name. За умовчанням, під час виведення інформації після імені кожного файлу слідує буква, що показує вид доступу:
c
поточний каталог.
e
запущений виконуваний файл.
f
відкритий файл. За умовчанням в режимі виведення інформації буква f може бути відсутньою.
F
файл відкритий для запису.
r
кореневий каталог.
m
файл є відображеним (mapped) або розподілюваною бібліотекою.
Команда fuser повертає ненульовий код повернення, якщо жоден з вказаних файлів не «захоплений» жодним процесом або у разі виникнення фатальної помилки. Якщо знайдений хоч би один процес, який використовує name, тоді команда fuser повертає нуль.
У разі проглядання процесів, які використовують сокети TCP і UDP, відповідна назва space повинна бути вказана з параметром -n. За умовчанням, команда fuser проглядатиме обидва сокети IPv6 і IPv4. Щоб змінити установки, що діють за умовчанням, необхідно використовувати параметри −4 і −6. Як сокет(и) може бути вказаний як локальний, так і віддалений порт або видалена адреса. Хоча всі поля є необов'язковими, проте перед пропущеними полями коми повинні бути присутніми: lcl_port, rmt_host, rmt_port.
Для IP-адрес і номерів портів може бути вказаний або номер порту, або його символьна назва.
На стандартний пристрій виведення fuser направляє тільки ідентифікатори процесів (PIDs), все інше прямує на стандартний пристрій виведення помилок.

### Параметри
-а
Показує інформацію для всіх файлів, які вказані в командному рядку. За умовчанням, виводяться імена тільки тих файлів, які використовуються хоч би одним процесом.
-c
Подібно до параметра -m і застосовується для сумісності з POSIX.
-f
Ігнорується без попередження. Застосовується для сумісності з POSIX.
-k
Знищує (завершує) процеси, які використовують вказаний файл. Посиланий сигнал завершення SIGKILL можна замінити за допомогою параметра -signal. Процес fuser ніколи не знищить себе сам, проте може завершити роботу інших процесів fuser. Перед спробою знищити виконуваний процес команда fuser встановлює ефективний ідентифікатор користувача ID цього процесу в ідентифікатор власного користувача.
-i
Перед завершенням процесу зажадає підтвердження від користувача. Якщо не заданий параметр -k, цей параметр ігнорується без попередження.
-l
Виводить список всіх існуючих назв сигналів.
-m
Як name указується файл на змонтованій файловій системі або змонтований спеціальний блоковий пристрій. Виводиться список всіх процесів, які використовують файли на цій файловій системі. Якщо вказаний файл є каталогом, тоді до його імені автоматично додається name/. і розглядається будь-яка файлова система, яка може бути змонтована на цей каталог.
-n space
Вибирає різні множини імен. Підтримуються такі множини імен як file (за умовчанням це імена файлів), udp (локальні порти UDP) і tcp (локальні порти TCP). Для портів може бути вказаний або номер порту, або його символьна назва. Можна використовувати скорочений запис цифрами name/Ispace (наприклад, 80/tcp), якщо вона однозначно характеризує об'єкт.
-s
Виконує операції без виведення повідомлень. Параметри -u і -v ігноруються в цьому режимі. Параметр -a не повинен використовуватися з параметром -s.
-signal
Посилає процесу вказаний сигнал завершення роботи замість звичайного SIGKILL. Сигнали можуть бути задані за назвою (наприклад, -HUP) або за номером (наприклад −1). Цей параметр без попередження ігнорується, якщо не використовується параметр -k.
-u
Додає до кожного PID ім'я власника процесу.
-v
Режим докладного інформування. Процеси показуються в стилі виведення команди ps. Поля PID, USER і COMMAND подібні до виведення команди ps. Поле ACCESS показує процес, який використовує файл. Якщо об'єкт використовується ядром (наприклад, у разі точок монтування, swap файлу тощо), замість PID відображається рядок kernel.
-V
Виводить інформацію про версію програми.
-4
Виконується пошук тільки для сокета IPv4. Цей параметр не повинен використовуватися з параметром -6 і працює тільки з назвами space tcp і udp.
-6
Виконується пошук тільки для сокета IPv6. Цей параметр не повинен використовуватися з параметром -4 і працює тільки з назвами space tcp і udp.
-
Скидає всі параметри і встановлює сигнал знищення процесів в SIGKILL.

## Приклади
- fuser -km /home — знищує всі процеси, що використовують якимось чином файлову систему /home.
- if fuser -s /dev/ttyS1; then :; else something; fi — викликає виконання something, якщо жоден інший процес не використовує /dev/ttyS1.
- fuser telnet/tcp — показує всі процеси (локальні) на порту TELNET.

## Дивись також
- lsof